# Agònids

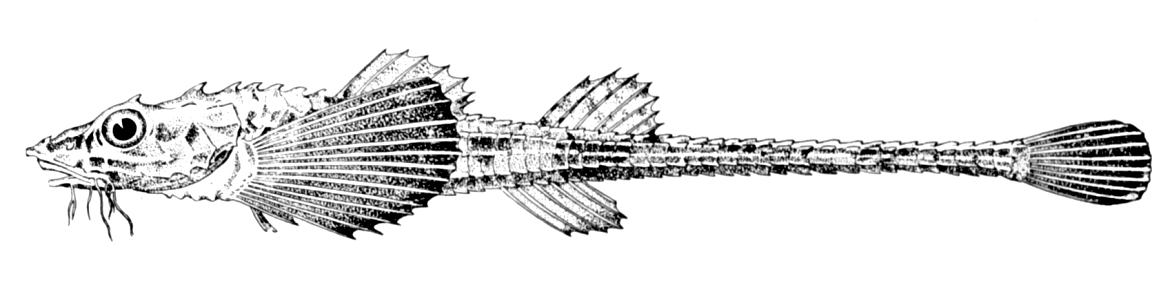
Leptagonus decagonus

Els agònids (Agonidae) són una família de peixos teleostis de l'ordre dels escorpeniformes. Viuen en oceans freds.

## Etimologia
Del grec a (sense) i gone (ascendència, origen).

## Descripció
- La mida mitjana de les diferents espècies es troba entre 20-30 cm (la més grossa n'és Percis japonica amb 42 cm).
- En general, tenen el cos allargat i cobert d'escates modificades en plaques òssies.
- Absència de bufeta natatòria.
- Les aletes pelvianes són gairebé vestigials.
- Dues aletes dorsals (o la primera absent).
- Aleta anal curta.
- Nombre de vèrtebres: 34-37.
- L'anus es troba immediatament darrere de la base de l'aleta pelviana.[3][4][5][6]

## Reproducció
Ponen pocs ous, els quals són grans i demersals. Els alevins són planctònics.

## Alimentació
Es nodreixen de petits crustacis i cucs marins que troben al fons marí.

## Hàbitat
Són peixos bentònics i d'aigües marines fredes o temperades que viuen fins als 1.280 m de fondària, llevat d'unes poques espècies que prefereixen aigües menys fondes i costaneres.

## Distribució geogràfica
Es troba a l'Àrtic, el nord de l'Atlàntic nord, el Pacífic nord i el sud de Sud-amèrica (només 1 gènere).

## Gèneres i espècies
- Agonomalus (Guichenot, 1866)[7]
  - Agonomalus jordani (Jordan & Starks, 1904)
  - Agonomalus mozinoi (Wilimovsky & Wilson, 1979)
  - Agonomalus proboscidalis (Valenciennes, 1858)
- Agonopsis (Gill, 1861)[8]
- Agonus (Bloch & Schneider, 1801)[9]
  - Agonus cataphractus (Linnaeus, 1758)
- Anoplagonus (Gill, 1861)[8]
  - Anoplagonus inermis (Günther, 1860)
  - Anoplagonus occidentalis (Lindberg, 1950)
- Aspidophoroides (Lacépède, 1801)[10]
  - Aspidophoroides bartoni (Gilbert, 1896)
  - Aspidophoroides monopterygius (Bloch, 1786)
- Bathyagonus (Gilbert, 1890)[11]
- Bothragonus (Gill, 1883)[12]
  - Bothragonus occidentalis (Lindberg, 1935)
  - Bothragonus swanii (Steindachner, 1876)
- Brachyopsis (Gill, 1861)[13]
  - Brachyopsis segaliensis (Tilesius, 1809)
- Chesnonia (Iredale & Whitley, 1969)[14]
  - Chesnonia verrucosa (Lockington, 1880)
- Freemanichthys (Kanayama, 1991)[15]
  - Freemanichthys thompsoni (Jordan & Gilbert, 1898)
- Hypsagonus (Gill, 1861)[16]
  - Hypsagonus corniger (Taranetz, 1933)
  - Hypsagonus quadricornis (Cuvier, 1829)
- Leptagonus (Gill, 1861)[16]
  - Leptagonus decagonus (Bloch & Schneider, 1801)
- Occella (Jordan & Hubbs, 1925)[17]
- Odontopyxis (Lockington, 1880)[18]
  - Odontopyxis trispinosa (Lockington, 1880)
- Pallasina (Cramer, 1895)[19]
  - Pallasina barbata (Steindachner, 1876)
- Percis (Scopoli, 1777)[20]
  - Percis japonica (Pallas, 1769)
  - Percis matsuii (Matsubara, 1936)
- Podothecus (Gill, 1861)[13]
- Sarritor (Cramer, 1896)[21]
  - Sarritor frenatus (Gilbert, 1896)
  - Sarritor knipowitschi (Lindberg & Andriasev, 1937)
  - Sarritor leptorhynchus (Gilbert, 1896)
- Stellerina (Cramer, 1896)[21]
  - Stellerina xyosterna (Jordan & Gilbert, 1880)
- Tilesina (Schmidt, 1904)[22]
  - Tilesina gibbosa (Schmidt, 1904)
- Ulcina (Cramer, 1896)[21]
  - Ulcina olrikii (Lütken, 1876)
- Xeneretmus (Gilbert, 1903)[23][24][25][26][27][28][29]

## Costums
Algunes de llurs espècies es camuflen amb esponges o algues.